# Strongylognathus alpinus
Strongylognathus alpinus é uma espécie de insecto da família Formicidae.
É endémica de Suíça.